# Beeville
Beeville är en stad i den amerikanska delstaten Texas med en yta av 15,8 km² och en folkmängd som uppgår till 13 129 invånare (2000). Beeville är administrativ huvudort i Bee County.